# Pięciobój nowoczesny na Igrzyskach Azjatyckich 2014
Pięciobój nowoczesny na Igrzyskach Azjatyckich 2014 odbywał się w dniach 2–3 października 2014 roku. Rywalizacja odbywała się w kompleksie Dream Park w Inczon w czterech konkurencjach – dwóch indywidualnych i dwóch drużynowych.

## Podsumowanie

### Klasyfikacja medalowa
| Klasyfikacja medalowa | Klasyfikacja medalowa | Klasyfikacja medalowa | Klasyfikacja medalowa | Klasyfikacja medalowa | Klasyfikacja medalowa |
| Miejsce               | państwo               | Złoto                 | Srebro                | Brąz                  | Razem                 |
| --------------------- | --------------------- | --------------------- | --------------------- | --------------------- | --------------------- |
| 1                     | Chiny                 | 3                     | 0                     | 1                     | 4                     |
| 2                     | Korea Południowa      | 1                     | 2                     | 2                     | 5                     |
| 3                     | Japonia               | 0                     | 2                     | 1                     | 3                     |
| Razem                 | Razem                 | 4                     | 4                     | 4                     | 12                    |

### Medaliści
| Konkurencja   | 1. miejsce                                                                | 2. miejsce                                                              | 3. miejsce                                                                   |           |
| Mężczyźni     | Mężczyźni                                                                 | Mężczyźni                                                               | Mężczyźni                                                                    | Mężczyźni |
| ------------- | ------------------------------------------------------------------------- | ----------------------------------------------------------------------- | ---------------------------------------------------------------------------- | --------- |
| Indywidualnie | Guo Jianli                                                                | Jung Jin-hwa                                                            | Shohei Iwamoto                                                               |           |
| Drużynowo     | Chiny · Guo Jianli · Han Jiahao · Su Haihang · Zhang Linbin               | Japonia · Shinya Fujii · Shohei Iwamoto · Tomoya Miguchi · Yuzuru Okubo | Korea Południowa · Hwang Woo-jin · Jung Hwon-ho · Jung Jin-hwa · Lee Woo-jin |           |
| Kobiety       |                                                                           |                                                                         |                                                                              |           |
| Indywidualnie | Chen Qian                                                                 | Yang Soo-jin                                                            | Choi Min-ji                                                                  |           |
| Drużynowo     | Korea Południowa · Choi Min-ji · Jeong Min-a · Kim Sun-woo · Yang Soo-jin | Japonia · Atsuko Itani · Narumi Kurosu · Rena Shimazu · Shino Yamanaka  | Chiny · Bian Yufei · Chen Qian · Liang Wanxia · Wang Wei                     |           |